# Grimsby (Ontario)
Grimsby es un pueblo canadiense situado en la provincia de Ontario.

## Superficie
Grimsby tiene una superficie de 68,71 km².

## Demografía
En 2021, tenía 28 883 habitantes, una densidad poblacional de 420,4 hab./km², y 11 626 viviendas.